# Julian Cheung
Julian Cheung Chi-lam, noto come Chilam (Hong Kong, 27 agosto 1971), è un cantante e attore cinese.
Cheung è popolarmente conosciuto per il suo ruolo come Guo Jing nella serie TV Wuxia (1994), Legend of the Condor Heroes, e anche nel ruolo Chi-Kin nel dramma Cold Blood Warm Heart (1996).

## Vita privata
Cheung nasce a Hong Kong, ha trascorso gran parte dei suoi primi anni a Hong Kong frequentando le scuole da soli uomini. Ha una sorella maggiore e una sorella minore. Quando aveva 13 anni, i suoi genitori hanno divorziato e suo padre immigrò in Australia quando aveva 15. Ha frequentato la High School di Pendle Hill a Sydney. Nel 1986, i suoi genitori si risposarono ma divorziarono per la seconda volta. Era un bravo attore e cantante e suo padre pensavano di avere un dono e lo ha mandato a una scuola di recitazione
Si sposò con Anita Yuen attrice e vincitrice di bellezza di Hong Kong nel 2006 nasce il figlio Morton Cheun.

## Carriera
Nel 1990, quando Cheung aveva 19 anni, ha visitato Hong Kong durante la sua vacanza estiva ed a ripreso di nuovo contatto con sua cugina e amica d'infanzia, Anna Ueyama (上山 安娜). Anna ha presentato Cheung al direttore, Tony. Colpito della voce di Cheung, Tony ha subito firmato l'IFPI e ha iniziato ad insegnare musica a Cheung. Cheung poi ha inciso il suo primo album con il cantante di Hong Kong Maple Hui (許秋怡). Il singolo di debutto, A Modern Love Story, è stato pubblicato dall'etichetta discografica Fitto nel 1991 e fu un enorme successo.
Nello stesso anno, Cheung ha firmato nella rete televisiva TVB e interpretato la sua prima serie televisiva, Peak of Passion, uscita nel 1992. Un anno dopo, ha girato il suo primo film, A Warrior's Tragedy. Cheung ha raggiunto il picco della sua popolarità nel 1994, quando ha preso parte come il ruolo di Guo Jing dalla leggenda degli Eroi Condor, che lo ha aiutato a diventare uno degli attori più amati in quel momento. Nel 1996, ha recitato nel TVB drama Cold Blood Warm Heart.
Dopo l'uscita di Cold Blood Warm Hear. Tornò a nelle rete televisiva TVB nel 2000 nella serie Return of the Cuckoo insieme Charmaine Sheh, che è stato un enorme successo. Il suo status e il riconoscimento come attore drammatico aumentarono nei paesi di Singapore, Malaysia, Vietnam, Thailandia, Taiwan e Cina. Ha anche raccolto 2 premi alla cerimonia di premiazione TVB (My Favorite Couple con Charmaine Sheh e My Favorite Themesong). Nel 2003, ha vinto di nuovo My Favorite Leading per il ruolo di Yeung Kwong dal film Take My Word For It. La sua performance con Charmaine Sheh nel 2004, Point of No Return ha vinto il premio come miglior coppia su schermo ai Astro Awards 2005 in Malesia. Cheung ha anche trovato il successo nel settore dello spettacolo in Mainland con ruoli da protagonista nella serie televisiva Ni Shui Han, Lu Xiao Feng, e Red Powder.
Nel 2012, è tornato a TVB per girare sequel Triumph in the Skies. Il suo ruolo di capitano Koo ha aumentato ancora una volta la sua popolarità.
Il suo primo concerto al Colosseo di Hong Kong si è tenuto il 27 marzo 2011. Il 6 luglio 2014, ha avuto il suo secondo concerto al Colosseo di Hong Kong.

## Discografia
- Make Me Happy (逗我開心吧) (1992)
- Miss You Much (如此這般想你) (1993)
- Love at Creation Times (愛在創意的日子)(1994)
- CHILAM (1994)
- Love Played A Joke on Us (愛情開了我們一個玩笑) (1995)
- Thanks For Your Concern (多謝關心) (1995)
- Cold Blood Warm Heart Compilation (怎會如此) (1996)
- Insincere (言不由衷) (1996)
- Smile With Tears Single (笑中有淚) (1996)
- I Love You Too (我也喜歡你) (1997)
- Best of the Best 22 Songs (霖歌精選22首) (1997)
- Black Temptation (黑色誘惑) (1997)
- Yes or No (有沒有) (1998)
- Monsieur Enfant EP (孩子先生) (1999)
- Chi Lam Love Collection (至霖情歌集) (1999)
- Tian Di Nan Er (天地男兒) (1999)
- Moonlight / Return of the Cuckoo Original Soundtrack (十月初五的月光 原聲大碟) (2000)
- Ten Fingers Interlocked (十指緊扣) (2000)
- Ten Fingers Interlocked Special Edition (十指緊扣（特別版）) (2001)
- California Red 903 Live in Concert (Video) (2001)
- EMI Best Music Collection (星聲傳集 – 張智霖) (2002)
- Love & Dream (愛與夢 粵語新曲+精選) (2003)
- I Am Chilam (2009)
- I AM CHILAM 2nd Version (2009)
- What is Love (2011)
- Like A Song (single) (歲月如歌) (2013)
- DEJA VU (2014)

## Filmografia
- 1993 – Bian cheng lang zi
- 1993 – Siu hap Cho Lau Heung
- 1994 – Deng ai de nu ren
- 1995 – Huan le shi guang
- 1995 – Mei you lao gong de ri zi
- 1995 – Ma lu ying xiong II: Fei fa sai che
- 1996 – Tin dei nam yee (serie tv)
- 1996 – Jin bang ti ming
- 1996 – Si ge 32A he yi ge xiang jiao shao nian
- 1996 – Fei hu xiong xin 2 zhi ao qi bi tian gao
- 1997 – Ai qing amoeba
- 1997 – Hao qing gai tian
- 1997 – G4 te gong
- 1998 – Sheng si lian
- 1998 – Jidu zhongfan
- 1998 – B gai waak
- 1999 – Lung feng
- 2000 – You shi tiaowu
- 2000 – Siu chan chan
- 2000 – Sap yut co ng dik yut gwong (serie tv)
- 2000 – Sao bing zhe (serie tv)
- 2000 – Yau guk yeuk wui
- 2000 – Pao Ma Di de yue guang
- 2001 – Man wa fung wan
- 2001 – Chuet sik san tau
- 2001 – Yin yang ai
- 2001 – Yuet moon pau sai waan
- 2001 – Jing tian da tao wan
- 2001 – Kun shou
- 2002 – Shou zu qing shen
- 2002/II – Possessed
- 2003 – Fei dao you jian fei dao (serie tv)
- 2003 – Sai kwan dai siu (serie tv)
- 2005 – Mei li jiu ba
- 2006 – Lu Xiaofeng zhi fengwu jiutian (serie tv)
- 2006 – Ngor fu
- 2006 – Tin heng tse
- 2007 – Yan tsoi gong wu
- 2007 – Bong ga
- 2009 – Tau chut
- 2012 – Tian sheng ai qing wang
- 2013 – The Fox Lover
- 2014 – Delete Lovers
- 2015 – Chung seung wan siu
- 2015 – Return of the Cuckoo
- Final Score, regia di Scott Mann (2018)